# Andrea Giacinto Bonaventura Longhin
Andrea Giacinto Bonaventura Longhin (Fiumicello, 22 de novembro de 1863 - Treviso, 26 de junho de 1936) foi um arcebispo católico italiano da Ordem dos Frades Menores Capuchinhos.
Foi bispo de Treviso de 1904 até sua morte. Longhin também ocupou vários cargos de responsabilidade dentro de sua ordem. Anteriormente foi professor em Udine e ministro provincial da sua ordem. Tornou-se amigo íntimo do patriarca de Veneza Giuseppe Melchiorre Sarto. Pouco depois de este último se tornar papa, em 1904, ele nomeou seu velho amigo Longhin como o novo chefe da diocese de Treviso.
Destacou-se pela sua devoção às iniciativas de reforma pastoral que procuravam fortalecer a formação espiritual dos seminaristas e a formação permanente dos sacerdotes diocesanos. Realizou três visitas pastorais distintas porque queria encontrar todos os seus paroquianos em todas as paróquias que compõem a diocese. Ele foi ativo na organização e colaboração nos esforços de socorro durante a Primeira Guerra Mundial e foi premiado com a Cruz de Mérito de Guerra por seu ativismo.
Após sua morte, houve numerosos pedidos para que fosse iniciada a causa de beatificação. Este processo foi iniciado em 1964 e levou à declaração de que o falecido bispo era venerável em 1998, depois de o Papa João Paulo II ter confirmado as suas virtudes heróicas. O mesmo pontífice o beatificou em 2002 na Praça de São Pedro, depois que a cura de um jovem que sofria de peritonite em 1964 foi considerada um milagre por intercessão de Monsenhor Longhin.

## Biografia
Giacinto Bonaventura Longhin nasceu em 22 de novembro de 1863 em Fiumicello di Campodarsego e era filho único de Matteo e Giudetta Marin, arrendatários pobres. Foi batizado no dia 23 de novembro com o nome de Giacinto Bonaventura.

### Treinamento sacerdotal e ministério
Na infância sentiu-se chamado ao sacerdócio e ingressou na Ordem dos Frades Menores Capuchinhos, apesar dos protestos do pai. Ele trabalhava sozinho na fazenda e não queria ser privado do filho nesse trabalho tão árduo. Assumiu o nome religioso "Andrea di Campodarsego" em 27 de agosto de 1879, após receber o hábito em Bassano del Grappa, no início do noviciado. Completou seus estudos humanísticos em Pádua e teologia em Veneza. Em 4 de outubro de 1883 fez a profissão solene.
Em 19 de junho de 1886 foi ordenado sacerdote em Veneza. Mais tarde foi professor num instituto da sua ordem em Udine, diretor dos professores da ordem de 1889 a 1891 e depois diretor de estudos teológicos em Veneza de 1891 a 1902. Foi também ministro provincial da sua ordem com sede em Veneza desde 18 de abril de 1902 até à sua nomeação episcopal. Foi nesta qualidade que conheceu o cardeal Giuseppe Melchiorre Sarto, futuro Papa Pio X. Muitas vezes o teve como pregador em Veneza e os dois tornaram-se amigos íntimos durante este período. O Padre Longhin ficou muito satisfeito quando o seu amigo foi eleito papa.

### Ministério episcopal
Em 16 de abril de 1904, o Papa Pio X nomeou-o bispo de Treviso. Recebeu a ordenação episcopal no dia seguinte na Igreja da Santíssima Trindade dos Montes em Roma do cardeal Rafael Merry del Val, secretário de Estado de Sua Santidade, co-consagrando o arcebispo titular de Patras Giuseppe Maria Costantini e o arcebispo Francesco Sogaro, secretário de a Congregação para Indulgências e Relíquias Sagradas. Tomou posse da diocese no dia 6 de agosto seguinte.
Não quis nenhum lema no seu brasão episcopal: só havia o emblema franciscano dos dois braços cruzados numa cruz e uma flor, o jacinto.
Em duas cartas pastorais que precederam a sua entrada na diocese, ele delineou o seu programa de reformas. Visitava frequentemente as paróquias para se aproximar do seu povo, iniciou a reforma dos seminários para melhorar a formação espiritual e procurou encorajar as vocações. Promoveu retiros de renovação espiritual e incentivou os padres diocesanos a apoiarem a ideia. Monsenhor Longhin também se tornou amigo íntimo de Leopold Mandić durante seu episcopado. Em 1905 iniciou a sua primeira visita pastoral, que terminou em 1910: queria conhecer a sua Igreja, uma das maiores e mais populosas do Veneto, e estabelecer contacto pessoal com o seu clero, ao qual dedicou a sua atenção pastoral. Pretendia também aproximar-se do laicato organizado, que naquela época passava por duras provas no seio do movimento social católico. Concluiu a visita com a celebração de um sínodo diocesano, que pretendia implementar as reformas iniciadas pelo Papa Pio Realizou outras duas visitas pastorais em 1912 e 1926. Papa Pio Reformou o seminário diocesano, qualificando seus estudos e formação espiritual. Promoveu os exercícios espirituais do clero e, num programa de formação permanente elaborado anualmente por ele mesmo, orientou a sua acção pastoral com orientações precisas que verificou nas três visitas pastorais subsequentes. Viveu os anos de conflito social e político entre ateus e católicos, entre a crise da Obra dos Congressos e a criação das secretarias diocesanas do trabalho, entre o empenho de leigos e padres e as acusações de “modernismo” da encíclica de Pio X, Pascendi Dominici Gregis.
Durante a Primeira Guerra Mundial permaneceu na diocese para prestar assistência aos refugiados, aos feridos e aos pobres. Ele convidou todos os seus sacerdotes a fazerem o mesmo, nos seus próprios escritórios, embora Treviso e a sua diocese estivessem na linha da frente. No final do conflito promoveu a recuperação dos edifícios paroquiais que estavam em ruínas e obteve a Cruz do Mérito de Guerra pelas suas boas ações. Durante o conflito, ele ajudou a organizar e gerir os esforços de ajuda humanitária. Ele e outros padres foram, no entanto, acusados de derrotismo e presos por um curto período. Ele foi libertado logo depois e continuou os esforços de socorro. Depois da guerra também trabalhou com movimentos sociais. Foi uma referência religiosa, moral e civil para as comunidades religiosas oprimidas pelo conflito; ele prestou assistência aos soldados, aos doentes e aos pobres. Ele nunca cedeu à retórica de guerra ou a atitudes partidárias.
Foi nomeado pelo Papa Pio e promoveu a harmonia nas duas dioceses, onde existia um perigoso fosso entre o clero e os respectivos bispos. Em 4 de outubro de 1928, o mesmo pontífice elevou-o à dignidade arquiepiscopal, atribuindo-lhe a sede titular de Patras. No entanto, ele continuou a liderar a diocese de Treviso. Alguns anos antes, em Outubro de 1923, o Papa reconheceu os «grandes serviços» que o bispo prestou ao seu rebanho e afirmou: «Trabalhou tanto pela Igreja com o seu zelo apostólico». Em 1929, o cardeal Pietro La Fontaine escreveu que Monsenhor Longhin exemplificou “o bom pastor do Evangelho que permaneceu fiel ao original”.
Monsenhor Longhin apoiou os direitos dos trabalhadores e definiu a exploração dos trabalhadores como um acto pecaminoso. Da mesma forma - em Abril de 1914 - declarou a sacralidade "do direito dos trabalhadores de se organizarem em sindicatos para o seu próprio desenvolvimento económico e moral". Encorajou a atuação de ordens religiosas em sua diocese e acolheu, entre outros, os Carmelitas, Salesianos e Passionistas. Em 1920 apoiou o movimento sindical cristão conhecido como "Ligas Brancas".
Nos laboriosos anos de reconstrução material e espiritual, retomou a segunda visita pastoral que havia interrompido. Nas graves tensões sociais que dividiam os próprios católicos, Monsenhor Longhin foi um guia seguro: com coragem evangélica indicou que a justiça e a paz social exigiam o caminho estreito da não-violência e da unidade católica. O movimento fascista se fortaleceu e teve episódios de violência em Treviso, principalmente contra organizações católicas. Ele se opôs ao fascismo depois que Benito Mussolini assumiu o poder no final de 1922, após sua marcha sobre Roma. Nos anos do advento do fascismo mostrou aos fiéis de Treviso o caminho da não violência e da união como barreira das organizações diocesanas contra a violência partidária. Em 1922 e 1932 presidiu dois congressos catequéticos. De 1926 a 1934 fez a terceira visita pastoral para fortalecer a fé das comunidades paroquiais: a Igreja Militante na sua concepção era uma Igreja totalmente voltada para a santidade e preparada para o martírio.
Em 1932 começou a apresentar os primeiros sinais de aterosclerose. No dia 3 de outubro de 1935, em Salzano, no final da visita pastoral onde havia administrado as confirmações, perdeu repentinamente a visão. Ele foi imediatamente internado no hospital de Treviso e descobriu-se que a perda de visão era causada por falta de circulação cerebral. Celebrou sua última missa em 14 de fevereiro de 1936. Morreu em Treviso no dia 26 de junho seguinte, após dezoito horas de agonia. O funeral foi realizado no dia 30 de junho e contou com a presença de uma grande multidão. Os restos mortais de Monsenhor Longhin foram enterrados na catedral de Treviso em 5 de novembro do mesmo ano. Seus restos mortais foram inspecionados entre 12 e 22 de novembro de 1984 e foram encontrados "inteiros, com partes sensíveis e em grande parte mumificados". Seu corpo está hoje sepultado próximo ao altar de Santa Justina.

## Processo de beatificação
O processo de beatificação foi iniciado em Treviso em 21 de junho de 1964 e encerrado em 26 de junho de 1967. Outro processo foi realizado em Udine de 1964 a 1965. Um grupo de teólogos avaliou seus escritos pessoais para garantir que aderissem à doutrina. Deram a confirmação em 17 de dezembro de 1971. A introdução à causa ocorreu em 15 de dezembro de 1981 e um processo apostólico para posterior investigação ocorreu de 18 de junho de 1982 a 26 de junho de 1985. A Congregação para as Causas dos Santos validou esses processos em 13 de junho de 1986 e recebeu posição para avaliação adicional em 1993.
O colégio de teólogos avaliou o dossiê e aprovou-o na sessão de 19 de dezembro de 1997, enquanto os cardeais e bispos da Congregação para as Causas dos Santos aprovaram a causa em 6 de outubro de 1998. Monsenhor Longhin foi declarado Venerável no dia 21 de dezembro seguinte, depois que o Papa João Paulo II autorizou o dicastério a promulgar o decreto relativo às virtudes heróicas de Monsenhor Longhin.
A beatificação de Monsenhor Longhin dependia de um milagre, na maioria das vezes uma cura que a ciência e a medicina não conseguem explicar. O milagre que levou à beatificação de Monsenhor Longhin foi a cura milagrosa do jovem Dino Stella de uma peritonite generalizada em 1964. O milagre foi investigado pela primeira vez na diocese italiana onde ocorreu e as provas recolhidas foram depois enviadas à Congregação para as Causas dos Santos que validou a investigação em 24 de Janeiro de 1997. No entanto, novas investigações sobre o milagre não puderam ser realizadas antes de Monsenhor Longhin foi declarado Venerável. Quando isso aconteceu, um grupo de especialistas médicos - alguns deles não-católicos - concordou que a cura não tinha explicação científica na sua reunião de 12 de novembro de 2001. Uma reunião anterior, em 15 de junho de 2000, revelou-se inconclusiva e justificou a convocação de uma segunda reunião. O conselho de teólogos deu a sua aprovação em 15 de fevereiro de 2002, após determinar que o milagre ocorreu por intercessão de Monsenhor Longhin. O plenário da Congregação para as Causas dos Santos confirmou as conclusões de ambas as comissões no dia 16 de abril. O Papa João Paulo II, uma semana depois, no dia 23 de abril, promulgou o decreto referente ao milagre e beatificou Monsenhor Longhin na Praça de São Pedro no dia 20 de outubro do mesmo ano. Na celebração, falando dele, disse: “Era um pastor simples e pobre, humilde e generoso, sempre disponível para com os outros, segundo a mais genuína tradição capuchinha. através de acontecimentos dramáticos e dolorosos, revelou-se um pai para os sacerdotes e um pastor zeloso do povo, sempre próximo dos seus fiéis, especialmente nos momentos de dificuldade e de perigo. Antecipou assim o que o Concílio Vaticano II sublinharia. a evangelização é um dos principais deveres dos bispos”.
O atual postulador desta causa é o frade capuchinho Carlo Calloni.